# Galaktikus Birodalom
A félelem fogja a bolygórendszereket kordában tartani...
A Csillagok háborúja univerzumban a Galaktikus Birodalom a Galaxis nagy részét uralma alatt tartó diktatórikus óriásállam volt, amelyet a megelőző Galaktikus Köztársaságból alakított meg legfelsőbb (demokratikusan választott) vezetője, a ravasz és könyörtelen Palpatine főkancellár, aki mint császár állt az új rend élére, hogy saját hatalmát és ezáltal a sötét Sith Rend világuralmát törvényessé és megdönthetetlenné tegye. A Régi Köztársaság visszaállítására felkelőmozgalom alakult, amely 19 év alatt sikeresen megdöntötte a Birodalmat, és létrehozta az Új Köztársaságot.

## Felépítése
A Birodalom abszolút uralkodója Palpatine császár volt, aki Darth Vader segítségével uralkodott. A Köztársaságtól örökölt törvényhozó-kormányzó államszervezet, a Galaktikus Szenátus évekkel a Birodalom megalakulása után is létezett, de nem volt semmi hatalma és végül Palpatine fel is oszlatta. Az uralkodó után az igazi hatalmat az űrszektorok – többnyire katonai – kormányzói, a moffok gyakorolták (lásd Tarkin nagy moff).
Nagy hatalom koncentrálódott a moffok kezében, éles ellentétben a Régi Köztársaság bürokratikus struktúrájával, ahol még a legkisebb incidenst is a Szenátus elé lehetett vinni. Ezt a hatalmat terrorral biztosították. A terror egyik eszköze a Birodalmi hadsereg volt, amelyhez tartoztak a birodalmi rohamosztagok is és nagyszámú hadi járművek, mint a csillagrombolók és az AT-AT járművek (lásd még: Birodalmi flotta).
Ugyanakkor a moffok teljes mértékben függtek az Uralkodótól, aki bármikor kivégeztethette őket, ha inkompetensnek, a rendszert veszélyeztetően mohónak, árulónak, vagy bármi egyéb okból megbízhatatlannak bizonyultak a Birodalom számára.

## Rangok

### Birodalmi Hadsereg
| Rang | Tisztség       | Példa                      |
| ---- | -------------- | -------------------------- |
| 1.   | Tábornagy      | Rae Sloane                 |
| 2.   | Tábornok       | Maximilian Veers           |
| 3.   | Vezérőrnagy    | Cassio Tagge               |
| 4.   | Altábornok     | Adambo                     |
| 5.   | Dandártábornok | Nevar                      |
| 6.   | Ezredes        | minden nagyobb rangú tiszt |
| 7.   | Alezredes      | minden nagyobb rangú tiszt |
| 8.   | Őrnagy         | minden nagyobb rangú tiszt |
| 9.   | Ezredes        | minden nagyobb rangú tiszt |
| 10.  | Százados       | minden nagyobb rangú tiszt |

### Birodalmi Flotta
| Rang | Tisztség         | Példa                                      |
| ---- | ---------------- | ------------------------------------------ |
| 1.   | Főadmirális      | Mitth'raw'nuruodo "Thrawn"                 |
| 2.   | Flottaadmirális  | Kendal Ozzel                               |
| 3.   | Admirális        | Firmus Piett                               |
| 4.   | Altengernagy     | Rampart                                    |
| 5.   | Ellentengernagy  | Antonio Motti                              |
| 6.   | Szektoradmirális | Sotorus Ramda                              |
| 7.   | Sorkapitány      |                                            |
| 8.   | Kapitány         | Firmus Piett (admirálisi kinevezése előtt) |
| 9.   | Főhadnagy        |                                            |
| 10.  | Hadnagy          |                                            |

### Politikai rangok
| Rang | Tisztség        | Példa           |
| ---- | --------------- | --------------- |
| 1.   | Nagymoff        | Wilhuff Tarkin  |
| 2.   | Moff            | Tiaan Jerjerrod |
| 3.   | Kormányzó       | Arihnda Pryce   |
| 4.   | Bolygókormányzó |                 |
| 5.   | Helytartó       |                 |

## Fontosabb katonai vezetők
| Név                                              | Rang                                             | Leírás |                                                  |                                                  |                                                  |                                                  |
| A Birodalmat irányító nem hivatalos triumvirátus | A Birodalmat irányító nem hivatalos triumvirátus | A Birodalmat irányító nem hivatalos triumvirátus                                                                                                 | A Birodalmat irányító nem hivatalos triumvirátus | A Birodalmat irányító nem hivatalos triumvirátus | A Birodalmat irányító nem hivatalos triumvirátus | A Birodalmat irányító nem hivatalos triumvirátus |
| ------------------------------------------------ | ------------------------------------------------ | --- | ------------------------------------------------ | ------------------------------------------------ | ------------------------------------------------ | ------------------------------------------------ |
| Sheev Palpatine/Darth Sidious                    | Császár                                          | A Köztársaság szenátora, majd főkancellárja. Galaktikus Birodalom császára, a Sithek Sötét Nagyura, Darth Vader mestere                          |                                                  |                                                  |                                                  |                                                  |
| Darth Vader                                      | Főparancsnok                                     | A Birodalmi Hadsereg és Flotta főparancsnoka, Sith Nagyúr, Darth Sidious tanítványa                                                              |                                                  |                                                  |                                                  |                                                  |
| Wilhuff Tarkin                                   | Nagymoff                                         | A Köztársaság admirálisa, a Birodalom kormányzója, moffja, majd nagymoffja. A Halálcsillag parancsnoka. Majdnem a teljes Peremvidék kormányzója. |                                                  |                                                  |                                                  |                                                  |
| Egyéb magas rangú tisztek                        |                                                  | |                                                  |                                                  |                                                  |                                                  |
| Mitth'raw'nuruodo "Thrawn"                       | Főadmirális                                      | A Birodalom admirálisa, főadmirálisa, majd Palpatine halála után a Birodalom vezetője haláláig                                                   |                                                  |                                                  |                                                  |                                                  |
| Antonio Motti                                    | Admirális                                        | A Birodalmi Flotta főparancsnoka |                                                  |                                                  |                                                  |                                                  |
| Gallius Rax                                      | Főadmirális                                      | A Birodalmi Flotta főparancsnoka |                                                  |                                                  |                                                  |                                                  |
| Arihnda Pryce                                    | Kormányzó                                        | A Lothal-szektor kormányzója |                                                  |                                                  |                                                  |                                                  |
| Rae Sloane                                       | Főadmirális                                      | A Birodalmi Flotta főparancsnoka az Endori csata után                                                                                            |                                                  |                                                  |                                                  |                                                  |
| Firmus Piett                                     | Admirális                                        | Az Executor parancsnoka |                                                  |                                                  |                                                  |                                                  |
| Kendal Ozzel                                     | Flottaadmirális                                  | Az Executor parancsnoka |                                                  |                                                  |                                                  |                                                  |
| Wullf Yularen                                    | Ezredes                                          | A klónháborúk alatt Anakin Skywalker mellé beosztott admirális. A Birodalmat ezredesi rangban szolgálta                                          |                                                  |                                                  |                                                  |                                                  |
| Cassio Tagge                                     | Tábornagy                                        | A Halálcsillag magas rangú tisztje |                                                  |                                                  |                                                  |                                                  |
| Orson Krennic                                    | Igazgató                                         | Az Első Halálcsillag építési igazgatója, Tarkin kormányzó riválisa                                                                               |                                                  |                                                  |                                                  |                                                  |
| Maximilian Veers                                 | Tábornok                                         | Gyalogsági tábornok, a Hothi csatában a Birodalmi Szárazföldi Erők parancsnoka.                                                                  |                                                  |                                                  |                                                  |                                                  |
| Mas Amedda                                       | Nagyvezír                                        | A Birodalom Nagyvezíre, A Coruscanti ideiglenes Kormány feje, a Galaktikus Birodalom Szenátusának Házelnöke                                      |                                                  |                                                  |                                                  |                                                  |
| Randd                                            | Nagymoff                                         | Tarkin kormányzó halála után nagymoffi rangra előléptetett katonatiszt                                                                           |                                                  |                                                  |                                                  |                                                  |
| Lozen Tolruck                                    | Nagymoff                                         | A Kashyyyk kormányzója |                                                  |                                                  |                                                  |                                                  |
| Valco Pandion                                    | Moff                                             | Birodalmi katonatiszt, politikus, a flotta egyik admirálisa. Vader halála után Nagymoffnak kiáltja ki magát                                      |                                                  |                                                  |                                                  |                                                  |
| Dodd Rancit                                      | Moff                                             | A birodalmi flotta hírszerzésénél szolgált. Átállt a Lázadókhoz, azonban lebukott, és Vader kivégezte.                                           |                                                  |                                                  |                                                  |                                                  |
| Valco Pandion                                    | Nagymoff                                         | Az endori csata után Nagymoffá kiáltja ki magát                                                                                                  |                                                  |                                                  |                                                  |                                                  |
| Tiaan Jerjerrod                                  | Moff                                             | A Második Halálcsillag építési felügyelője |                                                  |                                                  |                                                  |                                                  |

## A Birodalom eredete
Nincs pontos dátum, amely elválasztaná a Köztársaság végét és a Birodalom kezdetét. Annyi bizonyos, hogy a Birodalom a Galaxist elöntő véres polgárháború, a szeparatisták és a köztársaságiak között kitört klónháborúk idején kezdett el kibontakozni, mikor Palpatine Legfelsőbb Kancellár elrendelte egy klónhadsereg felállítását (a rohamosztagok elődjei), hogy a Köztársaság a szeparatistáknak ellent tudjon állni. A háborús veszélyre hivatkozva – amelyet titokban ő maga gerjesztett – Palpatine lassan, fokozatosan, szinte észrevétlenül felszámolta a demokratikus intézményeket, katonai irányítás alá vonta a galaktikus államot, és megszilárdította a saját egyszemélyi uralmát.
Palpatine hatékony vezető volt, aki hamar véget vetett a Szenátusban uralkodó korrupciónak, de ugyanakkor ez a Kancellár hatalmát növelte. A végeredmény az lett, hogy a szenátus elvesztette minden hatalmát. Miután bebiztosította pozícióját, Palpatine kikiáltotta az Új Világrendet és magát császárnak 20 évvel a yavini csata előtt.
Az új császár alattvalói lelkesen alávetették magukat, mert az Új Világrend szép ígéreteket tartalmazott. Sok szenátor tiszta szívből helyeselte az Új Rendet, mivel az kezdetben a Régi Köztársaság észszerű és hatékony megreformálásának tűnt. Mások tiltakozni kezdtek, és megalakították a Kétezrek Tanácsa néven elhíresült szervezetet, a későbbi Felkelés csíráját, hogy politikai küzdelmet vívjanak az egyre arrogánsabbá váló Palpatine ellen.
A lázadásra és a nyomában kitörő Galaktikus Polgárháborúra hivatkozva a Birodalom bevezette a terror idejét. A Birodalom indította el a Nagy jedipusztítást, azért, hogy a jedi rendet elpusztítsa.
A Birodalom első éveiben Coruscantot átnevezték Birodalmi Központnak.

## A Birodalom elleni lázadás
A legbefolyásosabb szenátorok közül hárman, Bail Organa az Alderaanról, Garm Bel Iblis a Corelliáról és Mon Mothma a Chandrilaról titokban aláírták a corelliai egyezményt, amellyel megalakították a Lázadó Szövetséget, hogy visszaállítsák a Köztársaságot. Ez arra indította a császárt, hogy bevezesse a terrort. Röviddel a yavini csata előtt bevezették a rendkívüli állapotot és feloszlatták a Szenátust. Ezzel az intézményt, amely a Köztársaság erényeit jelképezte, eltörölték.
Ugyanakkor felépítették a Halálcsillagot, egy hold nagyságú űrállomást, amelynek elegendő tűzereje volt, hogy egy bolygót egyetlen lövéssel megsemmisítsen. Ezt az Egy új remény filmben lehet látni, amikor az Alderaan bolygót megsemmisítik. Mivel nem sok bolygórendszer engedhette meg magának egy védőpajzs felépítését, gyakorlatilag senki sem tudott a Halálcsillag ellen védekezni.
A Lázadó Szövetségnek végül sikerült jelentős győzelmet aratnia, amikor Palpatine és Darth Vader elesett, ugyancsak akkor sikerült elpusztítani a második Halálcsillagot az endori csatában, amely A Jedi visszatér részben látható.

## Az Endor utáni Birodalom
Az alább következő információk nem hivatalosak! (legendák)
A Birodalom túl nagy volt, hogy egy csapással meg lehetett volna semmisíteni, a következő évtizedekben a lázadók, immár felvéve az Új Köztársaság nevet, tovább harcoltak, hogy a galaxist felszabadítsák a volt Birodalmiak alól.
A Caamasi dokumentumok kapcsán kirobbant válság során a nyolc szektorra korlátozódott Birodalmi Maradvány békét kötött az Új Köztársasággal, és a válságot előidéző Disra Moff-ot, valamint társait, a Thrawn Főadmirálist alakító szélhámost Flim-et és a klónozott Grodin Tierce őrnagyot letartóztatták. A békefolyamatokat még a válság kezdetén Leia Organa Solo és Pellaeon admirális kezdte meg.
A Yuuzhan Vong invázió alatt a Birodalmi Maradvány az Új Köztársaság oldalán szállt be a küzdelembe, megerősítve a szövetséget a Köztársasággal. Luke Skywalker újra  megkezdte a jedik képzését. Ekkor még mindig vannak a Galaxisban Sith-ek.
A legújabb Sith-ek végül elérték, hogy az időközben önmagát ismét Birodalomnak hívó Maradvány a Fel császári dinasztiával a trónon, felrúgja a szövetséget, és a Köztársaságot szétzúzva irányítása alá vonja a galaxist. Végül a Sith-ek elárulták Roan Fel császárt és vezetőjük, Darth Krayt foglalta el a császári trónt. A jogos uralkodó, Roan Fel a hozzá hűséges erőkkel polgárháborút indított a trónbitorló ellen, és a régi Maradvány fővárosát, Bastiont használja bázisként.

## A Birodalmi Maradvány utódállama
A Birodalmi Maradvány után az Első Rend került hatalomra, amely Az ébredő Erőben és Az utolsó Jedikben jelenik meg. Ennek a vezetője Snoke legfőbb vezér.